# Francisco de Urdiñola
Francisco de Urdiñola y Larrumbide (1552, Oyarzun, Guipúzcoa - 1618, Río Grande, Zacatecas) fue un militar vasco al servicio de la Corona de Castilla, que ocupó el cargo de gobernador del Reino de la Nueva Vizcaya, tras liderar el proceso de "pacificación" o control castellano del territorio centro-norte de la Nueva España, financiado gracias a sus importantes intereses económicos que lo llegarían a posicionar como el hombre más rico del siglo XVII novohispano.

## Francisco de Urdiñola hasta 1592
En 1592 se levantó en Mazapil (Nueva Vizcaya) la información de limpieza de linaje que a su vez había sido levantada en Oyarzun (Guipúzcoa) el 10 de diciembre de 1586 y fallada a favor el 21 de abril de 1588. Esta prueba de hidalguía está en el Archivo General de la Nación de México, ramo de la Inquisición, siglo XVI, tomo 196. La averiguación fue llevada por el notario del Santo Oficio de la Inquisición, el capitán Juan Morlete, y fue contrastada por Agustín de Lesaca, Hernando de Landa, Pedro de Vergara, Joanes de Justi, Sebastián de Aristirreso, Martín Pérez de Lekunberri, Joanes de Elizalde (de Oyarzun) y Francisco de Isasti.
Por las informaciones recogidas sabemos que nació en Oyarzun el año 1552 en el palacio de los Urdiñola frente a la iglesia, donde se ha edificado el Centro Cultural Landetxe. Era hijo de Juanes de Urdiñola e Isabel de Larrunbide y sus abuelos paternos fueron Pedro Martín de Urdiñola y María Juana de Baldarena, de Oyarzun, y los maternos Juanes de Larrunbide, del caserío de Larrunbide Goikoa de Larraul y María Martín de Echenagusia y Ugarte, también de Oyarzun. 
Para confirmar esto en 1588 actuaron como testigos ante Martín de Fagoaga, alcalde de Oyarzun, Esteban de Altzu, Jakobe y Juan Pérez de Yerobi, Pedro de Markelain, Lope de Albíztur, Domingo de Altza y de Lekune, Martín de Aguirre y Juanes de Eznaoz entre otros. 
También viajó a México un hermano homónimo y más tarde su hermana (o quizás sobrina) Ysabela y Joanes Elizondo, que se habían casado en Oiartzun el año 1590. El hijo de ambos, Francisco Elizondo, ahijado de Urdiñola, financió con su tío la construcción de la iglesia de San Gregorio Magno en Mazapil, contigua a la estancia de Urdiñola y que aún conserva como su propiedad un descendiente de la familia de los Elizondo, quien es descendiente directo de Francisco. 
El templo y la estancia estaban unidas por un túnel, al igual que lo estaban la iglesia de Oyartzun y la residencia de los Urdiñola.
El mismo año, 1592, se levantó en la Real Audiencia de México un informe de méritos que no habían sido remunerados presentados por el mismo Urdiñola en julio de 1590 cuya averiguación la llevó a cabo el oidor (juez) doctor Andrés Zaldierna y que se puede considerar como un resumen de los servicios prestados por Urdiñola desde su llegada hasta 1590:
Llegó a la Ciudad de México hacia mediados del año de 1572, donde lo recibirían algunos vascos, con quienes pasò a Zacatecas, donde ya había muchos vascos, de los cuales varios se dedicaban al servicio militar, otros al comercio, mientras que algunos eran dueños de minas. 
Su llegada a la Nueva España ocurrió 3 años antes de la muerte de Francisco de Ibarra (3 de junio de 1575), quien es reconocido como el primer explorador de las tierras conocidas como Reino de la Nueva Vizcaya, lo que expandió el territorio de la Nueva España, es probable que llegara a conocer a de Ibarra, ya que de Urdiñola se incorporó a la milicia, de allí que obtuviese el rango de capitàn. 
Si bien de Ibarra llevó a cabo la expansión española hacia el Norte de la Nueva España, se tiene que de Urdiñola llevó a cabo el afianzamiento del control español de esos territorios del Norte, complementando la labor que llevó a cabo de Ibarra, puesto que logró controlar a buena parte los indígenas nómadas que poblaban tanto el Reino de la Nueva Vizcaya, así como los de las tierras que luego serían o conformarían a la Provincia de San Francisco de Coagüila, en este sentido su labor como pacificador de naciones indias contribuyó a dicha expansión, puesto que de Urdiñola era de la idea de que era mejor conseguir una mala paz a tener una buena guerra, pero en el fondo privaría el interés por lograr encontrar vetas de plata, y por lo mismo si los indios eran hostiles, la extracción de ese valioso metal no se podía realizar estando siempre los españoles bajo los ataques de aquellos.
En 1579 fue herido por los indios en Nueva Vizcaya en un asalto a las minas de Indé. En 1580 luchó y pacificó la comarca del Saltillo con el capitán Diego de Aguirre. En 1581 socorrió con el capitán Alonso López de Loys a los mineros de Mazapil y por su ánimo y diligencia fue nombrado caudillo: soldado más valeroso y distinguido. 
Ese mismo año de 1579 apresó a los jefes indios Martín y Francisco alias "el Tuerto" a su costa y misión, a quienes logrò convencer de que ellos y sus respectivas naciones se unieran a los españoles, al ofrecerles varios beneficios, los cuales no tenìan viviendo como vivìan. 
Por finales del año de 1581, o incios del año de 1582, el General Rodrigo de Río Lossa le nombró Capitán del Real de Minas de San Gregorio de Mazapil, para substituir al Capitán de Loys, quien estaba enfermedad, de Loys se habría de convertir en su futuro suegro.

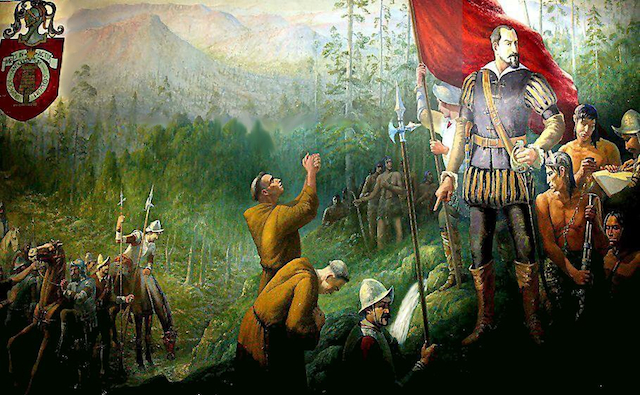
Francisco de Urdiñola fundando San Esteban de Nueva Tlaxcala.

En 1582 prende al jefe de la nación Chanala Machoquía, al jefe Guachichili y a otros tres jefes que asaltaban a los mineros. Vigiló los caminos asegurando el comercio en beneficio de las minas.
En 1582 luchando contra los Guachichiles prendió entre otros a la madre, mujer e hijos del capitán Melchor, indio criado entre cristianos. Para conseguir la paz, trató bien a los presos y dio libertad a muchos, entre ellos a la madre de Melchor. El jefe indio le citó en la sierra y le dijo que fuera solamente con dos soldados. Allí el jefe rodeado de muchos indios le retó a subir solo, y sin arcabuz a un cerro, para probar si de Urdiñola era hombre de valor y esforzado, de Urdiñola aceptó el reto, y trepó junto con Melchor, al ver este último que, en efecto, lo había hecho sin titubear, con destreza, y considerando en que al estar solo podía se víctima de una emboscada una vez que llegasen a la cima, o bien que en la trepada fuese lanzado falda abajo para causarle la muerte, lo cual obviamente no ocurrió, y así al estar ambos hombres en dicha cima Melchor lo abrazó y lo declaró como su hermano,  con esta acción de Urdiñola consiguió que los Guachichiles se establecieran en las minas de Mazapil, logrando que varios miembros de esta nación colaboraran en las minas, mientras que otros, siendo guerreros protegerían la zona ante los ataques de indios enemigos.
En 1584 el Capitán Guachichil Melchor, debido a que su gente no recibía buen trato ni la comida y vestimenta que se les había ofrecido, pues en Mazapil había quedado a cargo un capitán que no pensaba ni actuaba como de Urdiñola, así que decidió huir con todos ellos, en este acto hubo un enfrentamiento, en el cual varios españoles resultaron muertos y heridos, al saber de este suceso  de Urdiñola decidió, junto con el jefecillo indio Pedro, de la nación de los Rayados ir en pos de los Guachichiles, y si bien se enfrentaron con las armas en dos ocasiones, esto no amedrentó a los indios, en este sentido se tiene que los Guachichiles resistieron y siguieron retirándose, por lo que de Urdiñola consideró que no podría vencerlos usando la fuerza, decidió entonces llegar al campamento de Melchor, yendo solo y sin armas, cuando lo encontró le pidió que hablaran, Melchor aceptó al considerar el gran valor del Capitán Francisco, de presentarse desarmado, con lo cual de Urdiñola logró convencerlo de nuevo de que aceptara vivir cerca de los españoles y estar en paz; para ello les proporcionó mas cantidades de alimentos y vestuario, lo cual de Urdiñola pagó de su propio dinero, y los terminó asentando en su propio pueblo, en terrenos aledaños a la pequeña villa de Santiago del Saltillo, fundada, ya legalmente conforme lo ordenaban las Leyes Nuevas de 1542, apenas por el año de 1575, aunque de hecho la presencia de los españoles en el valle de Saltillo databa desde por lo menos el año de 1569, debido a que estos llegaban al valle para establecer campamentos, y así proceder a la captura de indios de las regiones circundantes, los cuales vendían en los reales de minas como trabajadores de las minas, de las haciendas y sus familias como sirvientes. 
En 1586 segundo alzamiento de los indios en Saltillo. Venció a sus jefes Cilavan y Zapalinamé, los trajo a la paz y los asentó. En marzo de 1587 firmó una paz ajustada con los indios de Mazapil en la que se dio libertad al indio esclavo Maztel o Cristóbal.
En 1588 tercer alzamiento en Saltillo. Con maña los trajo a la paz y los asentó en pueblos y rancherías. En 1589 cuarto levantamiento en Saltillo.
Por otro lado y al ver que los ataques de indios nómadas eran constantes contra los habitantes de la villa de Santiago del Saltillo, y de que si bien se producían alimentos en abundancia y se criaban ganados mayores y menores, pero que si bien no habìa minas que defender, mediante la presencia permanente de soldados lo cual era tan costoso como el de enviar partidas de soldados desde Zacatecas o desde Mazapil, el Virrey Luis de Velasco planteó al Rey Felipe 2o una nueva estrategia: enviar familias de tlaxcaltecas a poblar la región de Saltillo, pero el asunto de la seguridad y de los ataques de los indios enemigos no era tan solo de Saltillo, si no que la amenaza existía en otras regiones de lo que sería San Luis San Luis Potosí, siendo ese el destino histórico del tlaxcaltecas. La propuesta fue aprobada por el Rey Felipe 2o y los miembros del Real Consejo de Indias, y asì se procedió a organizar la expedición que estaría integrada por 400 familias de tlaxcaltecas.
En las negociaciones para establecer las condiciones de ese poblamiento de las regiones del Norte entre los señores tlaxcaltecas y el Virrey y sus funcionarios influyó mucho el padre Gerónimo Mendieta. 
El 14 de marzo de 1591 el virrey Luis Velasco, refrendado por su Secretario Martín López de Gauna, ordena al general Rodrigo del Río de Loza el asentamiento de los indios tlaxcaltecas en cinco poblados, teniendo que estar uno de ellos contiguo a Saltillo. Se les dio mercedes y privilegios de conquistadores a los indios. Pero el 11 de agosto Rodrigo Río de la Losa encomendó el asentamiento a Urdiñola por su rectitud, diligencia y habilidad demostradas.
Así, Urdiñola organizó la partida de 400 tlaxcaltecas con sus familias desde el centro del país hacia el norte. Urdiñola fue nombrado teniente de gobernador y capitán general de toda Nueva Vizcaya y se ordenaba a todas las villas que se le obedeciese. La expedición fue capitaneada por Buenaventura de Paz, nieto de Xicoténcatl, y Joachín de Velazco, los cuales fueron miembros del primer cabildo. Los indios de Saltillo no les crearon muchos problemas, cedieron parte de los manantiales y comenzó el reparto de las tierras más fértiles, quedando el pueblo fundado y así consolidada la precaria villa de Saltillo.
El 13 de septiembre demarcó tierras para la iglesia y el convento y al sur de Saltillo asentó a los guachichiles y otras naciones que habían estado en guerra. Y el propio Urdiñola tomando de la mano a varios jefes indios les dio posesión de las tierras. Y a petición de los tlaxcaltecas que eran todos de San Esteban de Tizatlán lo bautizaron con el nombre de San Esteban de Nueva Tlaxcala, quedando dividido de Saltillo por una acequia y hoy en día por la calle Allende, convirtiéndose en ciudad al unirse a Saltillo el 5 de noviembre de 1827 y más tarde en capital.

## Intereses económicos
Poseyó importantes minas en el Reino de Nueva Galicia, además de las que incrementó en el nuevo Reino de Nueva Vizcaya (como las de Bonanza, en Mazapil, otras en Ramos y en el Río Grande de las Nieves, donde además tuvo ingenios para fundir y refinar el metal). 
Agricultor y vinicultor, fundó la primera bodega comercial de vino del Continente Americano en la actual Parras, actual estado de Coahuila, México).Cuando sus hijas heredaron la hacienda de Parras, dicha hacienda contaba con 80.000 cepas, que producían unos 150.000 litros de vino, además de abundantes cosechas de trigo, maíz, frijoles y chile. Propietario de uno de los latifundios más grandes de la Nueva España (solo en Coahuila tenía 30.000 km² con 66 poblados). 
Fue también uno de los ganaderos más importantes de Nueva España. Para aprovechar la lana de sus incontables ovejas, tenía en Patos fábricas de paños, bayetas y de sombreros, donde sonaban los numerosos batanes que poseía para enfurtir los paños o fieltros. Y también tuvo industria de transporte, pues en varios documentos se mencionan sus jefes arrieros.

## La formación de la leyenda negra
En 1586 se casó con Leonor López de Loys, hija del que había sido su capitán, hombre rico que poseía minas en Mazapil y Río Grande. Ya en 1592 la estancia de Patos, hoy General Cepeda, Santa Elena y Parras eran de su propiedad, tenía mucho ganado e indudablemente se beneficiaba de la paz obtenida y del servicio de los indios. Era rico, querido, caballero de Santiago y famoso como pacificador. En 1593 vivía en casa de su mujer Leonor, en Río Grande, con ella, su suegra Marina González y sus hijas María e Isabel. Pasada la Semana Santa de 1593 murió Leonor después de 30 días enferma de erisipela, a pesar de los cuidados de su madre, una tía, su hermana y los últimos días de su propio marido, que vino desde Mazapil. Al poco tiempo desapareció Domingo de Landaverde, fundidor de unas minas de Urdiñola. El 13 de agosto de 1593 un mayordomo de Urdiñola, Alonso de León y el criado León Isasti declararon sobre el desaparecido que hacía tiempo que tenía intención de irse de allí. Al día siguiente Gracia de Irigoyen declaró que estaba enfermo y que se marchaba. Los tres dijeron que no tenía enemigos y la desaparición quedó archivada.
Cerca de Río Grande Urdiñola tenía otra hacienda, Santa Elena, de la cual era vecino uno de los más ricos de Nueva Galicia, Juan Bautista de Lomas, muy influyente políticamente puesto que tenía dos yernos oidores (jueces) en la Real Audiencia de Nueva España y en la de Guadalajara. Además Lomas era enemigo de Urdiñola por asuntos mineros y de límites. 
Juan Bautista de Lomas y Colmenares, hombre ambicioso, pactó con el virrey Álvaro Marquínez de Zúñiga el 11 de marzo de 1589 la conquista de Nueva México, pero por sus exigencias (títulos, facultades para todo, 4000 vasallos para todas sus generaciones...) y dada la importancia de la empresa, el virrey quiso consultar al rey. Después de 3 largos años de silencio y muchos gastos volvió a requerirlo el 22 de febrero de 1592, siendo virrey Luis Velasco. Y en 1594 el Consejo de Indias de España, vistas las condiciones de Lomas, insta a Velasco a buscar otro medio. Se supone la rabia de Lomas al enterarse de que el Consejo de Indias declaraba sus condiciones desaforadas, perdiendo así todo lo gastado.
En octubre de 1594 Urdiñola y el virrey estaban pactando en la capital la conquista de Nueva México. Ese mismo mes escribe a su empleado Pedro de Chalaz pidiendo no apesadumbrar a Lomas y que se le diera gusto en todo, presintiendo sus maniobras. Y el temor era comprensible, puesto que en 1589 ya había sido sentenciado por uno de los yernos de Lomas acusado de encubrir a los culpables de la muerte de Lorenzo de Trejo y en otro documento habían declarado que dos vaqueros de Urdiñola quisieron matar a Andrés, un hijo de Lomas.
A mediados de octubre de 1594 el virrey Velasco capitula en Urdiñola la conquista de Nueva México. Pero cuando todo estaba preparado la Real Audiencia de México recibe un exhorto de la Real Audiencia de Guadalajara para prenderlo y secuestrar todos sus bienes, interviniendo en vano el virrey y el Santo Oficio. Se le imputaba asesinato de su mujer. 
Existe un anónimo sin fecha, se supone de finales del 1593, al cual no se le dio importancia, acusando a Urdiñola de asesinar a su mujer, criados, un indio y un negro por enterarse del adulterio de su mujer con un criado. Después el 19 de octubre de 1594 hay una acusación de haber dado un bebedizo a su mujer y haber asesinado al desaparecido Landaverde, pidiendo castigo al oidor de la Real Audiencia de Guadalajara, yerno de Lomas, al que encomendaron averiguación. Su primer testigo dijo haber oído que Urdiñola hizo matar a un vizcaíno por tener relaciones con su mujer, y haber ayudado a morir a ella. El segundo testigo, Diego de Salazar, dijo haber oído en Río Grande a Juan de Otxoa que Urdiñola había matado a su mujer y a Landaverde, y en términos parecidos se pronunciaron otros dos testigos.
Un cobarde anónimo y cuatro testigos de oídas con sus chismes examinados por el yerno de Lomas fueron suficientes para ordenar el 20 de octubre el encarcelamiento de Urdiñola, lo cual se ejecutó con sospechosa rapidez en cinco días a pesar de la intervención del virrey. Después mandaron secuestrar cartas y apresar a su hermano y al mayordomo Alonso de León, que no aparecieron. El 26 de diciembre Mendirichaga y otros testigos declaran lo mismo. La parcialidad y rapidez de la Real Audiencia de Guadalajara eran manifiestas para anular la conquista de Nueva México, a pesar de que también había cartas de Alonso de León que describen de maravilla las maniobras de Lomas para perder a Urdiñola, incluso una de un tío de Landaverde testificando a su favor y otro documento de la suegra defendiendo al yerno.
Más tarde el pueblo tomó como verdaderas las acusaciones, y con la lejanía del tiempo la infame leyenda inventada por Lomas, sostenida por sus dos yernos oidores, transmitida y exagerada de boca en boca, escrita en malos versos por Viesca y adaptada ligeramente por el historiador Portillo y por los que le siguieron ciegamente fue creciendo, llegando a enseñarse en las escuelas, donde se le presentaba como un sanguinario y cruel hombre feudal que asesinó a su mujer, su sobrino y todos los criados, mostrándose en General Cepeda la casa donde sucedieron los crímenes, su coartada, incluso las manchas de sangre, habiendo terminado desaparecido o ahorcado, según versiones de unos u otros.

## El proceso
Urdiñola al ser familiar de la Inquisición intentó que le juzgara el Santo Oficio, instancia del 9 de diciembre de 1594. Estos notificaron a los alcaldes de la cárcel de México que lo dejaran a su disposición bajo pena de excomunión. A los diez días hubo otro escrito en los mismos términos a la Real Audiencia de Guadalajara. El 28 de diciembre el notario del Santo Oficio Juan Martínez de Sagastimendia notificó la inhibición. El 13 de enero instancia de Urdiñola a la Inquisición para que apremiasen a la Real Audiencia de Guadalajara y el 18 de enero de 1595 la Inquisición lo intentó en términos más apremiantes. Sin embargo, el oidor de la Audiencia de Guadalajara respondió pidiendo al rey que no se diesen familiaturas del Santo Oficio con tanta facilidad, pues había quien se resguardaba en ellas, y que se evitasen las amenazas de excomunión que obstaculizasen su quehacer. Sagastimendia, mientras esperaba la resolución, consiguió una conferencia con los oidores de la Audiencia que fechan el 1 de febrero de 1595.
Urdiñola fue trasladado a una casa de la Santa Inquisición bajo fianza de 100 000 pesos a la Real Audiencia de Guadalajara por haber contraído el tifus en la cárcel, no pudiendo salir de la ciudad. Miguel Pinedo Alarcón, presidente de la Real Audiencia, envió a México al receptor Juan Tenorio, que persiguió incansablemente a Urdiñola acusándole de pasearse por la ciudad y presentó un escrito acusándole del asesinato a arcabuzazos de un juez, de quemar en un horno de la fundición a F. Gómez y de matar por sus órdenes a un soldado, y puso en duda el título de familiar del Santo Oficio, aduciendo que lo consiguió para escaparse de las audiencias.
Hay un auto de la Real Audiencia de Guadalajara del 2 de marzo para que se decida a qué tribunal le corresponde la causa. Por su parte la Inquisición nombró al capitán Juan Morlete para una averiguación completa, que con gran diligencia examinó a 50 testigos del 22 de enero al 11 de febrero entre familiares, criados, soldados, esclavos y demás, no averiguando culpa alguna.
Los oidores entre tanto aplazaban la conferencia y Urdiñola continuaba preso en la ciudad sin poder atender sus negocios. Al final la conferencia se celebró el 11 de mayo; se escuchó al Santo Oficio, pero se remitió a España para que decidiera a quién competía el caso. El 15 de junio hay una carta de la Inquisición relatando que se quería eliminar a Urdiñola por haber desbaratado la conquista de Nueva México que pretendía Lomas, suegro del oidor de la Audiencia de Guadalajara. El 15 de enero de 1596 instancia de Urdiñola al Santo Oficio pidiendo se le levantara prisión pues estaba perdiendo las haciendas, pero la Audiencia no dio la conformidad. El 21 de febrero de 1596 el Consejo General de la Inquisición decidió que la causa correspondía a la Real Audiencia de Guadalajara, pero la resolución no llegó hasta el 20 de junio de 1597 en los galeones que llegaban por la plata. El 18 de agosto Urdiñola pide copia certificada de lo actuado para presentarse gallardamente ante sus encarnizados enemigos de la Audiencia. Para aquella fecha había dejado de ser oidor el yerno de Lomas y fue nombrado F. Guillén Chaparro. Y en el archivo de Indias de Sevilla está el documento con las sentencias de vista y revista. En la primera del 1 de septiembre de 1598 le absuelven de la muerte de Leonor, pero le condenan a 4000 ducados de Castilla por las muertes de Landaverde, de un negro, un indio y tres soldados. En la de revista o definitiva del 23 de marzo de 1599 solo se le condena por la muerte de Landaverde a 3000 ducados por un tribunal integrado por sus enemigos.
Solamente una vez estuvo Urdiñola en Nueva México, en 1594, auxiliando precisamente al general Juan de Lomas con 20 soldados; por lo tanto no puede ser cierta la versión de Juan Matheo Mange sobre el recibimiento de Urdiñola a Juan de Oñate en Nueva México en 1596, puesto que estaba retenido en la capital.

## El gobierno de Nueva Vizcaya
Al año de conseguir la libertad, el que había sido su enemigo, Santiago de Vera, nuevo presidente de la Audiencia de Guadalajara, encomienda a Urdiñola como gobernador por su rectitud, diligencia y por ser amado y seguido por numerosos amigos y soldados en escrito del 12 de abril de 1600 y en otro del 15 de diciembre. Y el 28 de mayo de 1603 el virrey conde de Monterrey le nombra gobernador de Nueva Vizcaya por sus buenas virtudes y por dejación de Rodrigo de Vivero. Este y el teniente gobernador Alonso Maldonado no consiguieron aplacar en 1601 una gran rebelión de indios de la provincia. Pero Urdiñola trasladándose a Topia apresó a los cabecillas en poco tiempo, y sin derramar sangre pacificó la provincia, les regaló tierras y levantaron poblados.
Después atravesó Sierra Madre y se dirigió a la provincia de Sinaloa. Y el 31 de marzo de 1604 envió un informe general de Nueva Vizcaya a las cortes, donde se reveló como estadista haciendo un informe sobre las riquezas y malos empleos, denunciando a latifundistas que compraban minas, pero no las explotaban por no pagar los quintos reales. Hizo una relación de minas y aconsejó medidas y legislación para corregir estos fraudes. Informó sobre la pacificación, que como consecuencia trajo el descubrimiento de las minas de San Luís Potosí y otras, y pidió más soldados para Sinaloa. En los documentos relacionados con Urdiñola que formarían varios volúmenes, encontramos actos de gobierno, creación de obispados, fundación de pueblos, nombramiento de jueces, censos...
En 1607 expedición por haber sido muerto a flechazos Fray Martín de Altamira, persiguiendo a los indios Quamoquanes hasta el río Sabinas. Ejecutando a los cabecillas consiguió la paz y trasladó los restos del padre a Saltillo. Como pago el 8 de enero de 1610 el rey le hizo merced de 1500 pesos por decreto firmado en Madrid.
A 30 leguas de Durango, provincia de Xocotilma, había una serranía abrupta donde vivían los xiximes, indios que asaltaban los caminos, mataban y se llevaban los muertos para comerlos. Entró en la serranía en 1610, construyendo caminos en sitios que parecía imposible abrirlos. Fue una campaña muy dura con muchas muertes y castigos de horcas, pero consiguió pacificarlos dándoles la libertad y congregándolos en cinco pueblos en zonas muy favorables. 
No se sabe cuándo dejó el mandato, pero en 1615 ya era gobernador Gaspar de Albear. 

## Últimos años y descendencia
Gracias a un documento del jesuita Manuel Larramendi (1690-1766), el cual estudió la correspondencia que mantuvo Urdiñola con su primo Martín Pérez Urdiñola y con Sebastián de Zuaznabar, párroco de Oyarzun, sabemos que su intención era volver a su pueblo natal.  Para ello envió dinero para levantar la casa Baldarena, herencia de su abuela, y restaurar el palacio Urdiñola, que consiguió recuperar por esas fechas. En 1616, teniendo el equipaje preparado para zarpar, un fuerte dolor de espalda le impidió partir. El 16 de junio de 1617 redacta el testamento en favor de sus hijas. El 4 de marzo de 1618, en la misma estancia de Santa Elena, añade en el testamento varias mandas legando a Tomás de Aguirre Zuaznabar unas tierras cerca de Tacuba y concediéndole a su primo Juan de Urdiñola el mismo salario que a su antecesor Damián de Oyarzabal, mandas que no pudo firmar por la gravedad de su enfermedad y rogó lo hiciera a Lorenzo de Longoria. Probablemente murió ese mismo día. Los bienes que poseía en Oyarzun los disfrutó su hermana y posteriormente los descendientes de su primo Martín Pérez Urdiñola. Dejó 6.000 ducados en Oiartzun para fundar con sus rentas una capellanía perpetua con misas diarias para él y su mujer, y otros tantos ducados para casar anualmente dos huérfanas o para que fuesen acogidas en familias honradas, también en Oiartzun. Y otros 2.000 ducados para la fábrica del altar de la iglesia de Oyarzun. Ese dinero no llegó al valle, sino que, con un cambio del testamento realizado por el obispo de Nueva Vizcaya, se utilizó para la construcción de la catedral de la Ciudad de Durango (México) y la fundación, en cambio, la crearon en México capital, en el convento de Santo Domingo, donde estaba enterrado Francisco Urdiñola.
Su hija María se casó con Pedro Suárez de Longoria y sabemos que al menos tuvieron un hijo, Francisco Longoria Urdiñola. Isabel se casó con Gaspar de Alvear y Salazar y, en segundas nupcias con Luis Alcega Ibarguen. La nieta María de Alcega se casó con Luís de Valdés. La biznieta Francisca Valdés, que no tenía hijos, se casó en segundas nupcias con Agustín de Echebertz y Subiza, originario de Berrioplano, Navarra, de familia ilustre, constituyendo en 1692, junto con el imperio de Urdiñola, el marquesado de San Miguel De Aguayo. Francisca de Valdés y Alcega, Rejano y Urdiñola fue la primera marquesa de Aguayo y el tataranieto fue el bien conocido (segundo) marqués de Aguayo, quien en 1721 expulsó a los franceses de las Nuevas Filipinas. 

## Escudo de armas

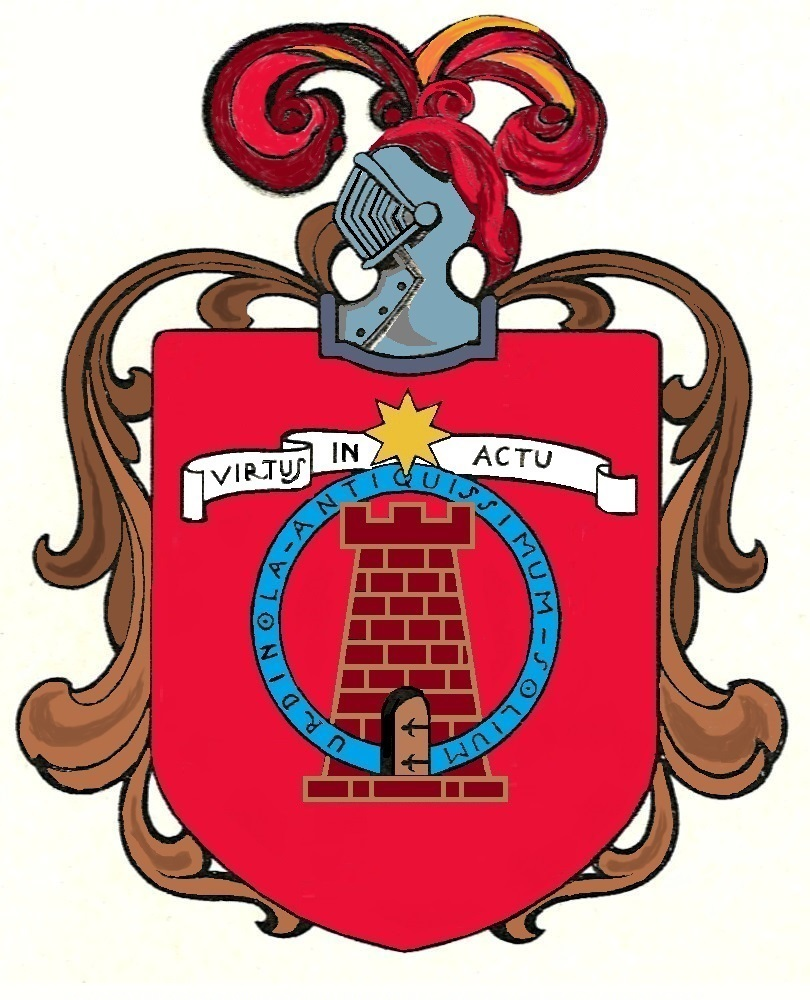
Escudo de Francisco de Urdiñola

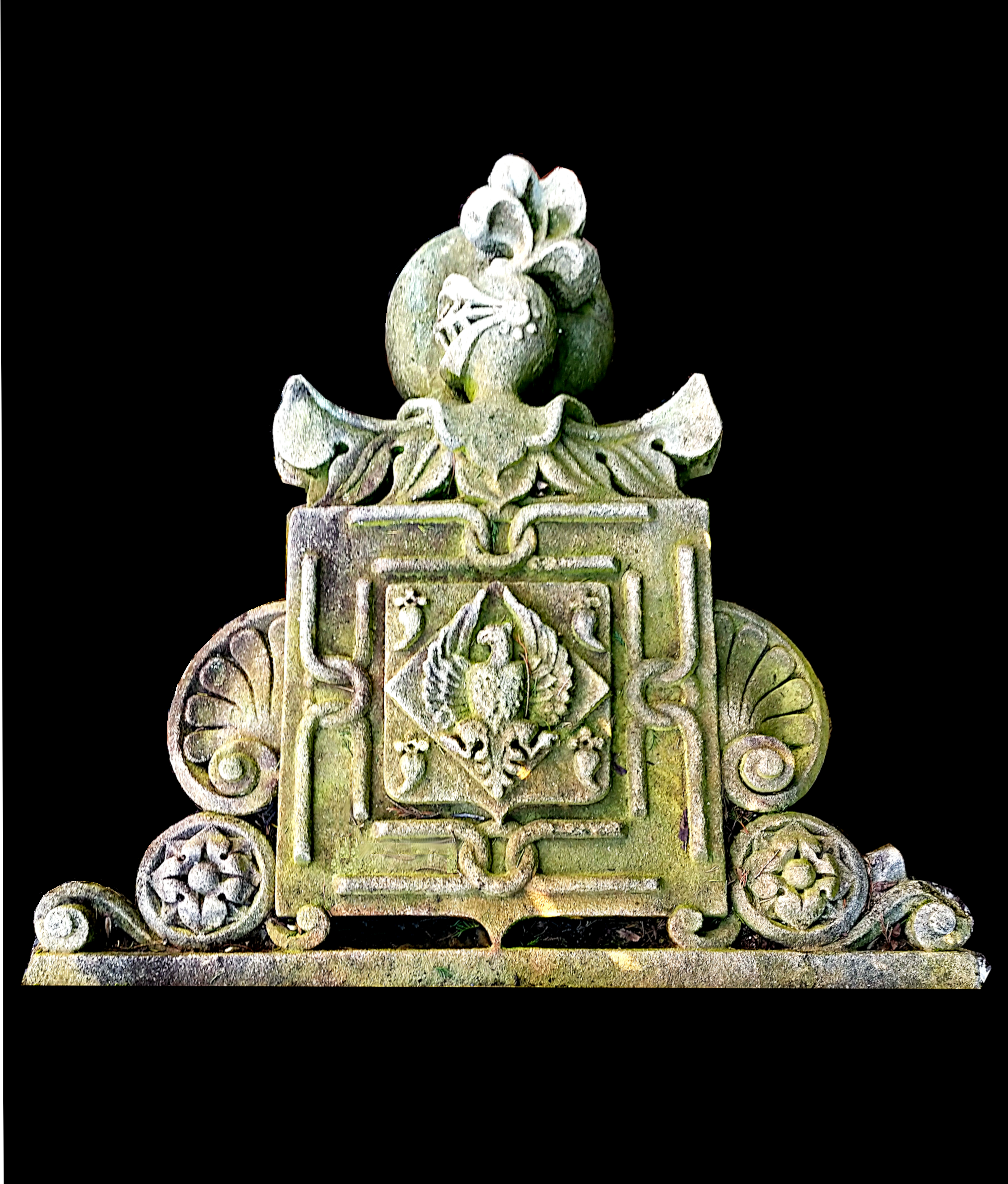
Escudo de Antonio de Urdiñola

Existen dos escudos pertenecientes a los Urdiñola, ya que hablamos de dos ramas familiares distintas. El primer escudo es el del capitán Francisco Urdiñola, que se le atribuiría hacia 1590 cuando se le reconoció la hidalguía. Este escudo es básicamente el escudo de Oyarzun, puesto que era el que en aquella época se atribuía a todos los hidalgos del valle, y es el mismo que le atribuía Ortega y Pérez Gallardo.

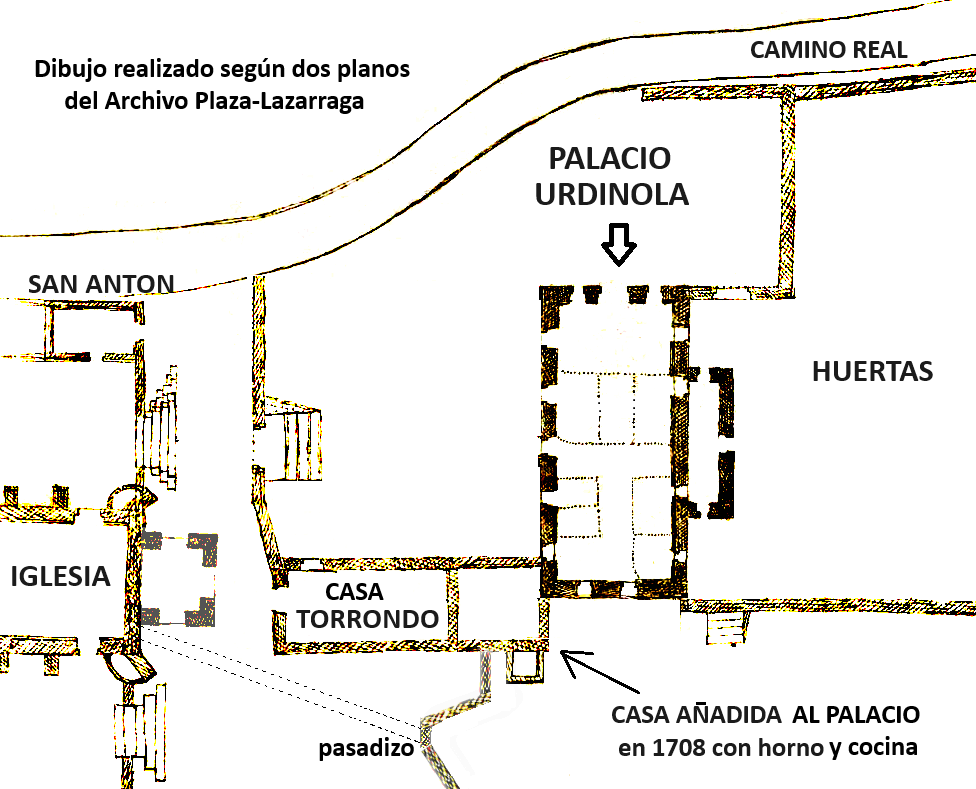
Palacio de Urdiñola

El otro pertenece a la rama que proviene del primo de Francisco de Urdiñola, Martín Pérez Urdiñola, el cual era en aquella época por herencia señor de la casa Agirre y se benefició de los bienes que Francisco poseía en el valle. Ese escudo de armas en el que aparece un águila se le reconoció a Antonio Urdiñola, biznieto de Martín, el cual amasó una fortuna con el comercio de Indias, y fue certificado por Juan de Mendoza el año 1689. Ese escudo pasó al palacio Urdiñola cuando Antonio compró el palacio a su tío Ignacio Maleo Urdiñola desde Cádiz por medio de Sebastián Lecuona. Antonio se retiró posteriormente al palacio ostentando él y las siguientes generaciones el escudo del águila. Cuando vendió sus negocios adquirió caseríos y tierras, creando con ellos cuatro mayorazgos, los cuales le proporcionaron una renta segura a él y a sus descendientes. 
En 1795, en la Guerra de la Convención, quemaron la casa Torrondo y el añadido del palacio, y hacia 1873, en la última Guerra Carlista, fue incendiado el palacio. Unos años más tarde con los restos del palacio construyeron la terraza que rodea la torre del campanario de la iglesia y las dos escaleras laterales traseras. Romana Urdiñola, mujer de Vicente Artazkoz, levantó un palacete en dicho solar, donde se colocaron el escudo familiar y dos columnas que se alzaban en la entrada del antiguo palacio como testimonio de haber pernoctado en él un rey castellano. Hoy en día también ha desaparecido el palacete y se ha edificado en el mismo solar el Centro Cultural Landetxe, pero se han conservado en sus jardines, tanto el escudo como las columnas. 
Hay que recalcar que esta familia nunca ha escrito su apellido con "ñ", siempre lo hacían así: "Urdinola", pero como en el idioma natal, el euskara, la "in" se pronuncia "iñ", las últimas generaciones comenzaron a escribirlo con la letra “ñ”, es decir, tal y como se pronunciaba. También el apellido fue traducido como ferrería azul, cuando en realidad es una variante de burdin-ola, siendo su traducción, sencillamente, ferrería.

## Vito Alessio Robles (1879-1957)
La biografía de Francisco de Urdiñola es conocida sobre todo gracias a Vito Alessio Robles, puesto que siendo Alessio director del periódico 
El Demócrata le encargaron escribir la historia del estado de Coahuila y se dedicó largos años a recopilar documentación, especialmente en torno a Francisco de Urdiñola, al ver que éste estaba muy ligado a Coahuila, pues Urdiñola, además de ser el fundador de San Esteban de la Tlaxcala, pueblo contiguo a la capital Saltillo al que luego quedó unido para ser la capital, fue dueño de innumerables haciendas en este estado.
Pero Alessio se encontró con gran cantidad de inexactitudes que existían sobre Urdiñola, tanto en fechas como en personajes, por lo que decía que conocían mejor la personalidad de Urdiñola en Texas y California que en Coahuila. Así, unos hablaban de su adinerado tío que llamaron Urdiñola el viejo, que no existió, alguno situaba sus andanzas en Perú y sobre todo estaban los historiadores que divulgaban la leyenda negra que se creó en torno a Urdiñola. 
Pero después de una incansable búsqueda de documentación y con su publicación, Alessio consiguió destruir la infame leyenda, que al igual que otros historiadores no creyó, y recuperó el buen nombre de Urdiñola, demostrando que después de la desafortunada muerte de su mujer fue durante años gobernador de Nueva Vizcaya, a pesar de que sigue habiendo gente más interesada en la leyenda que en la realidad. Finalmente, Alessio introdujo en su honor el escudo de Oiartzun en el primer cuartel del escudo que él mismo diseñó para la capital Saltillo el 4 de diciembre de 1937. El escudo de General Cepeda, pueblo que surgió sobre la hacienda de Patos de Urdiñola, contiene también en su primer cuartel el escudo de los Urdiñola.
Para la recopilación de documentos Alessio aprovechó su estancia como diplomático en Suecia el año 1925 para pasar por el Archivo de Oiartzun y el Archivo General de Indias de Sevilla, aunque no tuvo el éxito que esperaba. A finales de 1926 encontró dos documentos importantes en el Archivo de México, uno el de los trámites que realizó Urdiñola para demostrar la limpieza de linaje y el otro sobre el proceso que interpuso contra él la Real Audiencia de Guadalajara. 
Más tarde supo que el profesor de la universidad de Texas Charles Wilson Hackett tenía una fabulosa documentación y consiguió que le enviara en 1927 más de 500 copias de manuscritos sobre Urdiñola. Después fue a Austin a examinar la colección de Genaro García y a dar forma a su libro. Y allí, estando sentado con un alumno en la cafetería de la universidad, le presentaron al magnífico profesor de historia J. Lloyd Mecham, autor de la biografía del gobernador de Nueva Vizcaya y fundador de Durango, Francisco de Ibarra. Cuando le comentó que tenía dificultades para acabar su libro por la falta de datos sobre el proceso en contra de Urdiñola, Lloyd le contestó que tenía todo el proceso e incluso el testamento y que gustosamente se los cedería. De esa manera consiguió terminar el libro "Francisco de Urdiñola y el Norte de la Nueva España" en 1931, y envió un ejemplar a la Sociedad de Estudios Vascos y otro al ayuntamiento de Oiartzun, hecho que queda reflejado en el acta del 15 de junio del mismo año.